# Cristina Herrero Sánchez
Cristina Herrero Sánchez es economista, interventora y auditora del Estado, así como inspectora de Hacienda española. En marzo de 2020 fue nombrada directora de la Autoridad Independiente de Responsabilidad Fiscal, previa deliberación del Consejo de Ministros, por Real Decreto 439/2020 de 3 de marzo, contando, además, con la unanimidad de todos los Grupos parlamentarios, cargo que ya ejercía de forma interina desde el 13 de enero de ese mismo año.

## Trayectoria
Licenciada en Ciencias Económicas y Empresariales por la Universidad Complutense de Madrid en 1989. Interventora y auditora del Estado e Inspectora de Hacienda. Entre 1993 y 2000 fue Jefa de área en la Subdirección General de Análisis y Cuentas Económicas del Sector público de la Intervención General de la Administración del Estado (IGAE). Entre 2000 y 2005, fue vocal Asesor en la IGAE. En noviembre de 2005 fue nombrada Subdirectora General de Análisis Presupuestario y Organización Institucional del Sector Público Autonómico de la Secretaría General de Coordinación Autonómica y Local.
El 11 de abril de 2014 fue nombrada directora de la División de Análisis Presupuestario de la Autoridad Independiente de Responsabilidad Fiscal. Seis años después, Cristina Herrero asumió el 13 de enero de 2020 la presidencia de la (AIReF) de forma interina conforme al artículo 10 del Reglamento de Régimen Interior de la institución, en sustitución de José Luis Escrivá, nombrado ministro de Inclusión, Seguridad Social y Migraciones del Gobierno de Pedro Sánchez.
El 18 de febrero de 2020 el Consejo de Ministros confirmó su nombramiento como presidenta de la AIReF por un período de 6 años. La propuesta del Gobierno fue dirigida a la Comisión correspondiente del Congreso de los Diputados para su estudio y votación, según la normativa vigente. Su nombramiento se hizo oficial el 4 de marzo de 2020.
| Predecesor: José Luis Escrivá | Presidenta de la Autoridad Independiente de Responsabilidad Fiscal 2020– | Sucesor: en el cargo |